# Karshomyia producta
Karshomyia producta är en tvåvingeart som beskrevs av Boris Mamaev och Nina Krivosheina 1998. Karshomyia producta ingår i släktet Karshomyia och familjen gallmyggor. Inga underarter finns listade i Catalogue of Life.